# Maritza Jiménez
Maritza Jiménez – chilijska judoczka.
Srebrna medalistka igrzysk Ameryki Południowej w 1982 i 1986. Brązowa medalistka mistrzostw panamerykańskich w 1982 roku.